# Международное агентство по возобновляемым источникам энергии
Междунаро́дное аге́нтство по возобновля́емым исто́чникам эне́ргии (англ. International Renewable Energy Agency, IRENA) — межгосударственная международная организация, основанная в 2009 году для поддержки использования всех форм возобновляемых источников энергии. IRENA облегчает доступ ко всей необходимой информации о возобновляемых источниках энергии, в том числе к техническим данным. Организация была учреждена в Бонне 26 января 2009 года по инициативе правительства Германии. На учредительной конференции 75 государств подписали устав IRENA. На заседании комиссии в июне 2009 года в качестве временной штаб-квартиры организации был выбран Абу-Даби. Устав организации вступил в силу 8 июля 2010 года.

## Членство

Зеленый: Страны, ратифицировавшие договор IRENA. Бирюзовый: Страны, подписавшие, но еще не ратифицировавшие договор присоединения

По состоянию на декабрь 2021 года государствами-членами организации являются 170 стран, а ещё 14 находятся в процессе присоединения.        29 августа 2014 года премьер-министр России Дмитрий Медведев подписал правительственное распоряжение о вступлении России в Международное агентство по возобновляемой энергии.

## Цели организации
Международное агентство по возобновляемым источникам энергии содействует наращиванию темпов использования возобновляемых источников энергии во всем мире и распространению знаний и технологий в этой области.